# Jan Zrzavý (biolog)
Jan Zrzavý (* 20. listopadu 1964 Praha) patří k předním českým biologům zabývajícím se evoluční biologií a fylogenezí. V současné době pracuje v Entomologickém ústavu AV ČR na výzkumu fylogeneze a evoluční morfologie bezobratlých a přednáší kurzy z oblasti evoluční biologie a fylogeneze na Přírodovědecké fakultě Jihočeské univerzity. Patří k zakladatelům přednáškového cyklu Čtvrtky ve Viničné na Přírodovědecké fakultě Univerzity Karlovy. Krom odborných článků též přispívá do populárně naučného přírodovědeckého časopisu Vesmír, týdeníku Respekt a píše populárně naučné knihy a učebnice v oblasti svých oborů.

## Vědecká činnost
Roku 1997 uveřejnil spolu s kolegou Pavlem Štysem popis taxonu Pancrustacea, který sdružuje skupinu šestinohých (Hexapoda) a zbylé skupiny korýšů. Korýši v původním pojetí ("Crustacea") jsou totiž parafylem a právě šestinozí jsou jejich vnitřní skupinou, u které se s přechodem na souš objevila řada apomorfií (např. schopnost letu).
V roce 2009 vešel ve známost jako zastánce reformy vědy v České republice v režii Rady vlády pro vědu, průmyslový vývoj a inovace, otevřeně přitom vystoupil proti Akademii věd ČR.

## Publikační činnost

### Populárně naučné knihy a učebnice
- Nový přehled biologie (Stanislav Rosypal a kol.). Praha: Scientia, 2003, ISBN 80-7183-268-5
- Jak se dělá evoluce (spolu s Davidem Storchem a Stanislavem Mihulkou). 1. vyd. Praha - Litomyšl: Paseka, 2004, 296 s. ISBN 80-7185-578-2, přepracované vydání 2017
- Proč se lidé zabíjejí: Homicida a genocida. Evoluční okno do lidské duše. 1. vyd. Praha: Triton, 2004, 130 s. ISBN 80-7254-518-3, 2. vydání 2017
- Fylogeneze živočišné říše, Praha: Scientia, 2006
- Humanbiologie (spolu s Hynkem Burdou a Peterem Bayerem), 2014
- Evoluce živočichů, Praha: Academia, 2022 – chystaná kniha

Jan Zrzavý také napsal doslov k českému vydání knihy Teorie memů. Kultura a její evoluce od Susan Blackmoreové.

### Populární články
- O egoismu všeho živého. Vesmír
- Zvířata jsou hloupí lidé, nikoliv stroje. Vesmír
- Šťastný nálezce pištce nezdobeného je očekáván. Vesmír
- Homicida a lidská přirozenost. Vesmír
- Genocida a lidská přirozenost. Vesmír
- 2007. Pochybnosti o zvířatech. Opravdu už jsme někdy viděli zvíře?. Sborník Ekologických dnů Olomouc Krajinou pochybností.
- 2007. Pochybnosti o vzdělávání. Za trochu evolučně-konzervativního přístupu.... Sborník Ekologických dnů Olomouc Krajinou pochybností